# تشارلز س. هايت
تشارلز س. هايت (بالإنجليزية: Charles C. Haight)‏ هو مهندس معماري أمريكي، ولد في 1841 في نيويورك في الولايات المتحدة، وتوفي في 9 فبراير 1917.